# Antoine de Saint-Exupéry
Antoine Marie Jean-Baptiste Roger de Saint-Exupéry (Lyon, 29 juni 1900 – Riou-archipel bij Marseille, 31 juli 1944) was een Franse piloot en schrijver die in 1944 om het leven kwam bij een militaire actie boven de Middellandse Zee.
Beroemd werd hij met het boekje Le Petit Prince (De Kleine Prins), waarvan 80 miljoen exemplaren in vele talen verspreid werden.

## Levensloop
Saint-Exupéry werd geboren als zoon van burggraaf Jean de Saint-Exupéry en van barones Marie Boyer de Fonscolombe. Hij kende een gelukkig begin van zijn jeugd tussen vijf broers en zussen. In 1904 stierf zijn vader plotseling door een herseninfarct. Hierdoor moest moeder Marie haar kinderen Marie-Madeleine (Biche), Simone (Monot), Antoine (Tonio), François en Gabrielle (Didi) alleen opvoeden. De kinderen speelden veel samen, voerden theaterstukjes op en maakten muziek (viool en piano). Tot zijn tiende jaar bracht Antoine zijn jeugd afwisselend door in het kasteel 'de la Môle' in de Var, eigendom van zijn grootmoeder aan moederskant en het kasteel van Saint-Maurice-de-Rémens (Ain), eigendom van een van zijn tantes. In 1909 vertrok de familie naar Le Mans, waar zijn vader oorspronkelijk vandaan kwam. In 1931 trouwde Antoine met Consuelo Suncin Sandoval (San Salvador, 1901). Hun huwelijk bleef kinderloos. Consuelo stierf in 1979 te Parijs.
Vooral door zijn laatste 'daad' bleef zijn naam voortleven: op 31 juli 1944 keerde hij niet terug na een vlucht met een Lockheed Lightning P38J, waarmee hij vanaf Corsica verkenningen had uitgevoerd boven het Rhônedal, een onderdeel van de geallieerde voorbereidingen voor de invasie in Zuid-Frankrijk. Lang bleef zijn verdwijning een mysterie, omdat zijn lichaam noch zijn vliegtuig werden teruggevonden. Daardoor speculeerde men over een mogelijke wanhoopsdaad van de piloot. Maar uiteindelijk, op 7 april 2004 vond men bij de Riou-archipel voor de kust van Marseille op 60 meter diepte de wrakstukken van zijn toestel, waarmee officieel is komen vast te staan dat hij daar is neergestort en omgekomen.
In maart 2008 werd bekendgemaakt dat Horst Rippert (1920), de oudere broer van zanger Ivan Rebroff, in 1944 Saint-Exupéry met diens toestel had neergehaald. Rippert bewonderde de schrijver en betreurde achteraf zijn daad. De beweringen van Rippert worden niet gestaafd door archiefmateriaal en vormden wellicht onderdeel van een publiciteitscampagne voor een boek over de affaire.

## Visie als auteur
Als schrijver verwoordde hij zijn opvattingen over de natuur, de mens en de menselijke waardigheid. De Kleine Prins, dat hij schreef in 1943, was bedoeld voor kinderen, maar heeft tot op heden ook talloze volwassenen weten te boeien. Blijkens de inleiding verwonderde hij zich over het gebrek aan kinderlijke fantasie van 'grote mensen' en wat indruk op hen maakt: de buitenkant van mensen en dingen, tijdwinst, grote aantallen, in plaats van het wezenlijke wat een kind van nature zou herkennen. Ergens stelt hij dat "Des gens importants aiment des chiffres".
De verteller, ook vlieger, ontmoet na een noodlanding in de Sahara een jongetje, de kleine prins. Het boekje bestaat uit allerlei fantasierijke verhaaltjes over de belevenissen van het wijze prinsje op andere planeten, inclusief de aarde, met hun bewoners, observaties van de schrijver over de grotemensenwereld en kleine belevenissen en dialogen in de woestijn. Een voorbeeld van het laatste, een gesprekje nadat ze hun dorst hebben gelest uit een vreemde dorpsput midden in de woestenij:
Bij jou kweken de mensen vijfduizend rozen in één tuin, zei het prinsje en ze vinden daarin niet wat ze zoeken.
Nee, dat vinden ze niet, antwoordde ik.
En toch zouden ze kunnen vinden wat ze zoeken in één enkele roos of in een beetje water.
Ja, dat is zo, antwoordde ik.
En het prinsje voegde eraan toe:
Maar ogen zijn blind. Met het hart moet men zoeken.
De Kleine Prins, uitg. Ad. Donker, 21e druk 1991, blz. 79
De schrijver droeg het boekje op aan zijn beste vriend Léon Werth – toen hij nog een jongetje was.

## Werken (selectie)
- Courrier sud, roman – folio nr. 80 (1929)
- Vol de nuit (1931) Nederlandse vertaling: Nachtvlucht. Vertaald en ingeleid door A. Viruly Uitgeverij Andries Blitz 1932.
- Terre des hommes (1939) Nederlandse vertalingen: Het rijk der mensen (1961) en Aarde der mensen (vert. Frans van Woerden, 1999). Met diverse literaire prijzen bekroond.
- Le Petit Prince (1943) Nederlandse vertaling: De kleine prins. Vertaald door Laetitia de Beaufort-Van Hamel. Uitgeverij Ad Donker 2005. In 2020 is er een herziene druk (13e) uitgebracht door Ad. Donker vertaald [uit het Frans] door Erik van Muiswinkel.
- Pilote de guerre, folio nr. 824 (1942) Nederlandse vertaling: Oorlogsvlieger. Vertaald door Nele Ysebaert. Uitgeverij Van Oorschot 2016.
- Lettre à un otage, essay
- Citadelle, essay – folio nr. 108
- Lettres de jeunesse
- Carnets, folio nr. 3157
- Lettres à sa mère, folio nr. 2927
- Écrits de guerre 1939-1944, folio nr. 2573
- Correspondance 1930-1944. Éditions Gallimard 2021. (briefwisseling met zijn echtgenote Consuelo)

## Onderscheidingen
- Legioen van Eer
  - Officier op 29 januari 1939[7]
  - Ridder op 7 april 1930[7]
- Croix de guerre 1939–1945

## Eerbewijzen
Naar hem is onder meer de luchthaven Lyon-Saint-Exupéry bij de Franse stad Lyon genoemd, en de planetoïde (2578) Saint-Exupéry.
- Bibsys: 90062946
- Biblioteca Nacional de Chile: 000036374
- Biblioteca Nacional de España: XX990065
- Bibliothèque nationale de France: cb11923342r (data)
- Catàleg d'autoritats de noms i títols de Catalunya: 981058513975106706
- CiNii: DA00333579
- Digitale Bibliotheek voor de Nederlandse Letteren: sain016
- Gemeinsame Normdatei: 118604902
- International Standard Name Identifier: 0000 0001 2096 6599
- Library of Congress Control Number: n80126188
- Nationale Bibliotheek van Letland: 000002917
- Base Léonore: LH//2436/9
- MusicBrainz: 6b9700da-9eb3-4c1c-881c-01226ed5fc5f
- Bibliotheek van het Japanse parlement: 00455153
- Nationale Bibliotheek van Tsjechië: jn19990007304
- Nationale bibliotheek van Australië: 35471976
- Nationale Bibliotheek van Israël: 987007267403905171
- Nationale Bibliotheek van Polen: a0000001180197
- Nationale en Universitaire bibliotheek Zagreb: 000015739
- Nederlandse Thesaurus van Auteursnamen: 068731876
- RKD-Nederlands Instituut voor Kunstgeschiedenis: 322628
- Istituto Centrale per il Catalogo Unico: CFIV037163
- LIBRIS: 89093
- SNAC: w6668f22
- Système universitaire de documentation: 027118266
- Trove: 965241
- Union List of Artist Names: 500339023
- Virtual International Authority File: 93810507
- WorldCat: E39PBJwHgMJkPPQcRmRfdGwwG3